# Biplano

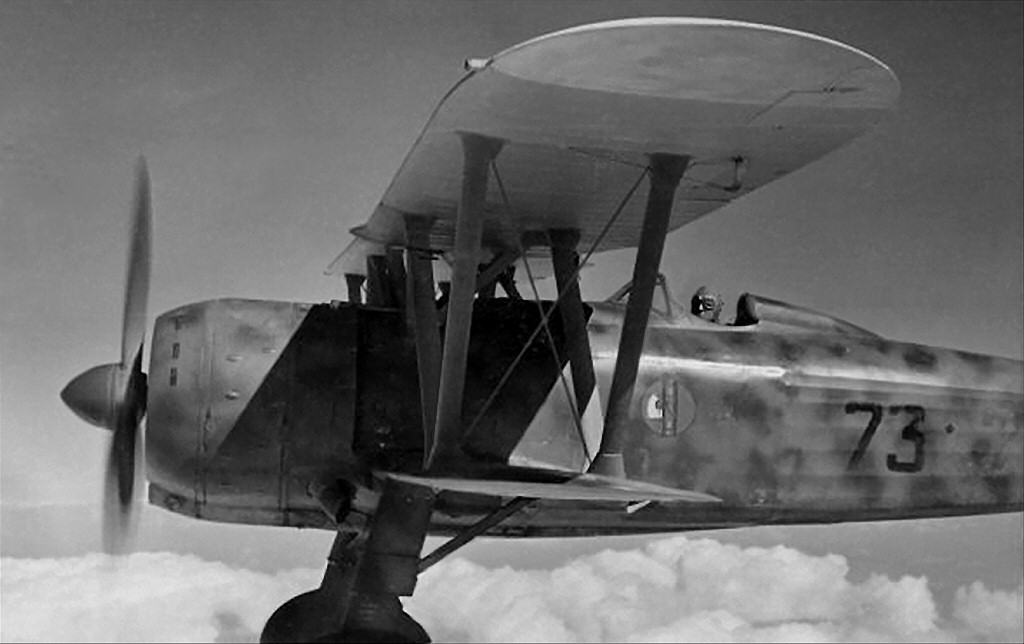
Un biplano Fiat C.R.42 nel 1940: sono ben visibili i montanti interalari

Il biplano è un aeroplano dotato di due ali sovrapposte che, talora di forma e dimensioni diverse, sono fra di loro parallele e vengono montate in posizione sottostante alla fusoliera e al di sopra di essa. Le ali sono collegate da montanti interalari che conferiscono alla struttura del velivolo rigidità e resistenza. In alcuni modelli di biplano le due ali si sovrappongono solo parzialmente per rendere minime le interferenze aerodinamiche fra le due superfici: in questi casi una delle due ali viene montata in posizione avanzata rispetto all'altra. 
I biplani ebbero grande successo fino all'inizio della seconda guerra mondiale, allorché la grande accelerazione tecnologica in ambito militare imposta dal conflitto portò allo sviluppo dei più moderni ed efficienti monoplani che presero il sopravvento nell'industria aeronautica. 
Attualmente i biplani vengono utilizzati quasi esclusivamente in ruoli molto specifici, dove i valori di portanza ottenuti con la soluzione a doppio piano alare sono più vantaggiosi della perdita di prestazioni generali dei velivoli monoplani, come nell'acrobazia aerea o come aereo agricolo nelle disinfestazioni in ambito agricolo.

## Storia

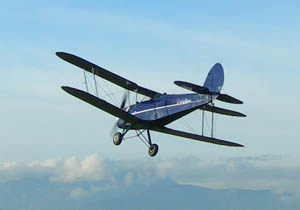
Un biplano de Havilland in volo.

I biplani riscossero molto successo fin dagli albori dell'aviazione, quando le sezioni alari erano molto sottili e di conseguenza la struttura dell'ala aveva bisogno di essere rinforzata da cavi di supporto esterni. La configurazione a due ali permetteva il rinforzo reciproco, aumentando la resistenza dell'intera struttura. Un altro vantaggio era che avendo le ali più corte erano molto manovrabili. Un grande difetto invece risiede nel fatto che le due ali generano delle reciproche interferenze aerodinamiche, riducendo la portanza prodotta da entrambe: ciò significa che a parità di superficie alare producono più resistenza e meno portanza di un monoplano. 
Il primo vero aereo della storia, il Flyer dei Fratelli Wright, era un biplano. Fino agli anni trenta i biplani venivano preferiti ai monoplani perché erano più agili e leggeri. Con l'introduzione di nuovi materiali, più resistenti e leggeri, e di nuove tecnologie, il monoplano prese definitivamente il sopravvento fino ai giorni nostri. 

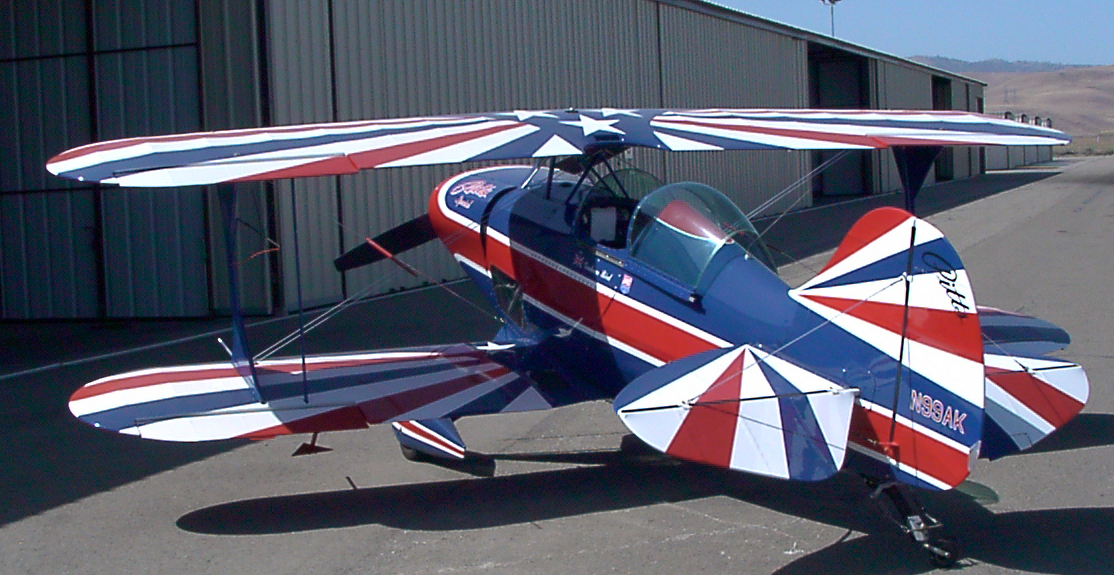
Il biplano acrobatico Pitts S-1.

In Italia il biplano continuò ad essere il preferito anche dagli aviatori. Nelle scuole di volo nazionali della Regia Aeronautica erano utilizzati solo aerei biplani, ad esempio il Caproni Ca.100, che presentavano spesso caratteristiche acrobatiche. I piloti arrivati ai reparti conservavano la predisposizione verso un aereo agile e leggero piuttosto che uno certamente più resistente, ma complessivamente più pesante quali erano i monoplani del periodo, ad esempio il Breda Ba.27. Questo, unito all'innegabile successo dei biplani utilizzati dall'Aviazione Legionaria a supporto delle forze franchiste durante la guerra civile spagnola, portò a gravi errori di valutazione da parte del Ministero dell'aeronautica fascista che, alla vigilia e durante la seconda guerra mondiale, preferì promuovere la produzione di aerei da caccia biplani piuttosto che suggerire di sviluppare i più moderni e competitivi monoplani. Il Fiat C.R.42 Falco infatti detiene il primato di essere stato l'ultimo biplano ad essere usato operativamente in guerra, nonché, con gli oltre 1 700 esemplari realizzati, il caccia più prodotto dall'industria aeronautica italiana. Nonostante la sua inferiorità tecnica iniziale rispetto ai più moderni caccia alleati Hawker Hurricane e Supermarine Spitfire, aggravata dal notevole sviluppo delle ultime versioni a disposizione dei piloti della RAF, ai comandi dei piloti della Regia, tecnicamente preparati, il Falco riuscì a dare buona prova di sé riuscendo ad abbattere diversi aerei nemici. 
Tra i più famosi biplani mondiali troviamo il Flyer (primo aereo del mondo) dei fratelli Wright, il Boeing Stearman (a cui è associata l'immagine degli acrobati che camminano sulle ali), il de Havilland DH.82 Tiger Moth, l'aerosilurante Fairey Swordfish e il più recente Antonov An-2. Alcuni moderni biplani, come l'Antonov An-3 (sviluppo dell'An-2), sono equipaggiati con motori a turboelica.

## Sesquiplano

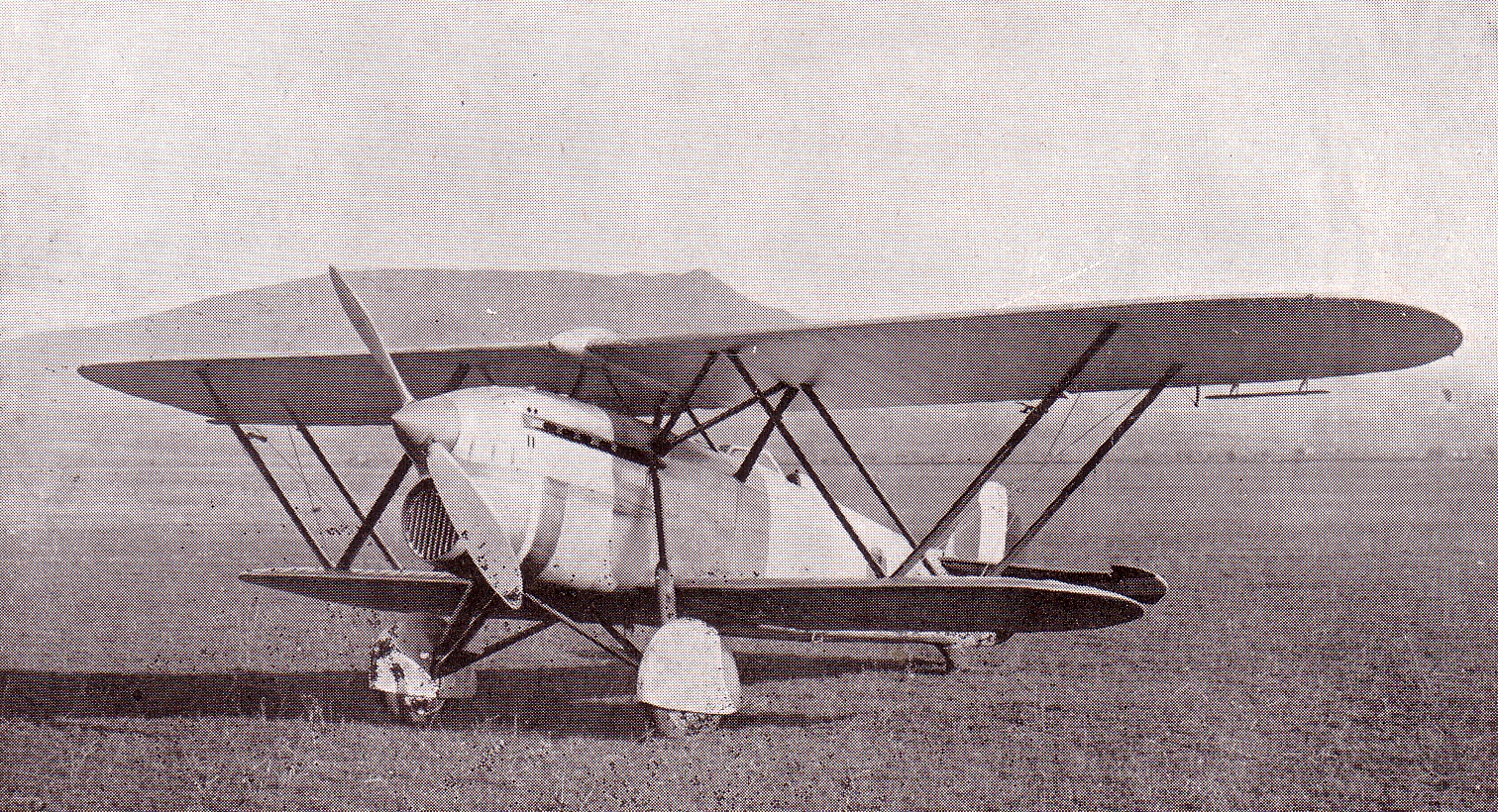
Il caccia Fiat C.R.30 mostra la tipica configurazione biplano-sesquiplana con le ali collegate da una struttura a travatura Warren adottata dai modelli progettati da Celestino Rosatelli.

Il sesquiplano è un biplano in cui l'ala inferiore ha un'apertura sensibilmente inferiore rispetto a quella dell'ala superiore: in alcuni casi la lunghezza è sufficiente solo per ospitare le strutture che sorreggono l'ala superiore. In Italia questa soluzione tecnica venne adottata da numerosi modelli tra i quali i caccia Fiat C.R.32 e C.R.42, e l'idrovolante da ricognizione marittima IMAM Ro 43.

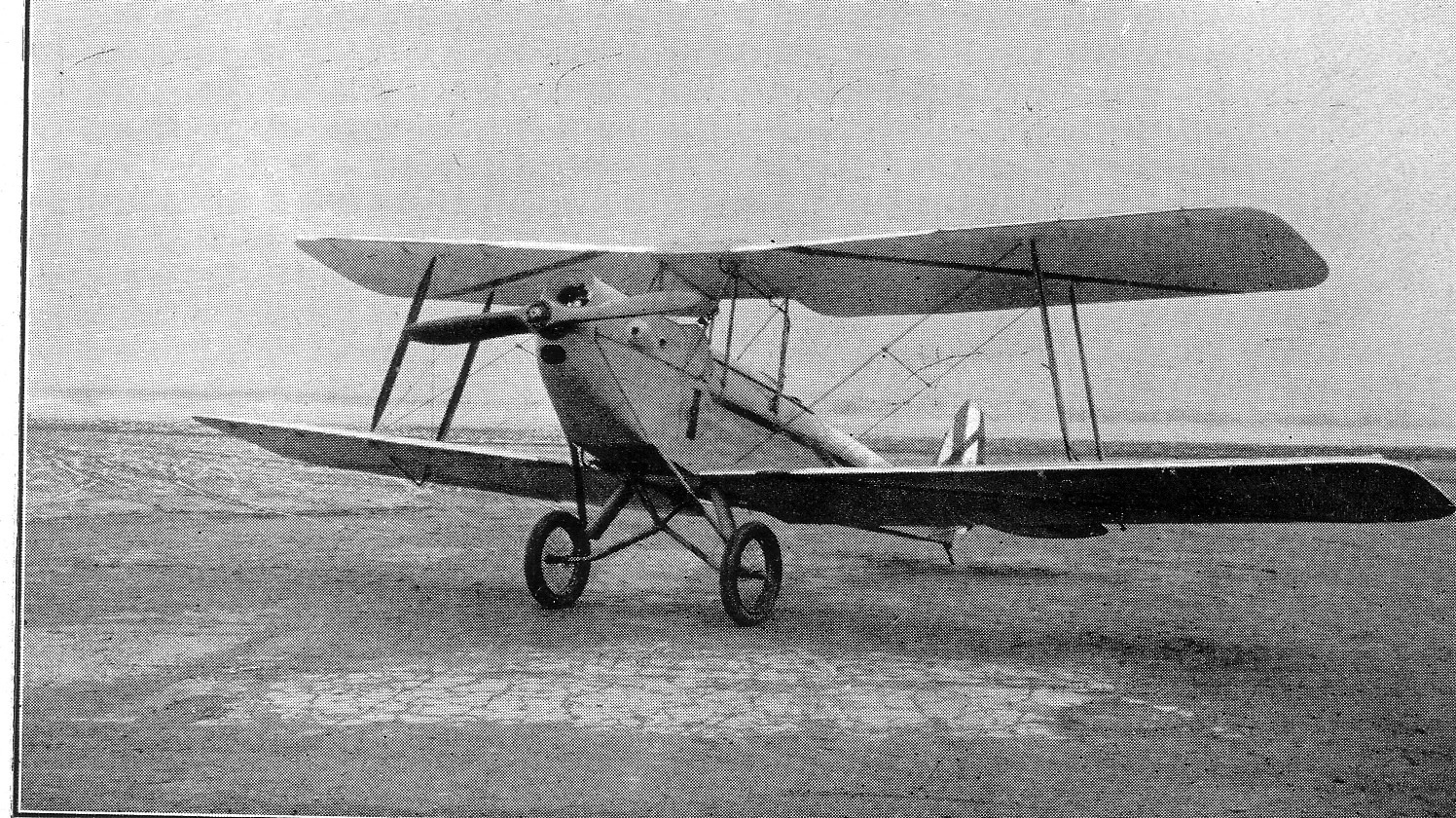
Il Caproni Ca.100 adotta la configurazione alare sesquiplana invertita.

Un sesquiplano è un biplano in cui la superficie dell'ala superiore sta alla superficie di quella inferiore nel rapporto 3 a 2: dal punto di vista etimologico, il termine è composto dal prefissoide latino sesqui, contrazione di semisque; dal punto di vista tecnico non è corretto esprimere tale definizione riferendosi esclusivamente all'apertura alare quanto, piuttosto, alla superficie nel suo complesso.
Un sesquiplano invertito è invece un biplano in cui è l'ala superiore a presentare una lunghezza inferiore. Questa configurazione era meno diffusa rispetto alla sesquiplana tradizionale. Uno degli esempi più conosciuti in Italia che adottavano questa configurazione è il Caproni Ca.100.
La denominazione di sesquiplani si estende anche ai piani di coda biplani che presentino caratteristiche sesquiplane.